# Pubblicazioni originali di Lobo (DC Comics)
Questa lista è suscettibile di variazioni e potrebbe essere incompleta o non aggiornata.

Questa è la bibliografia originale di Lobo, ovvero una lista di tutti gli albi originali in cui appare l'anti-eroe DC e di tutti i libri a lui dedicati.
Salvo dove specificato diversamente, la casa editrice è sempre la DC Comics.

## Fumetti

### Miniserie
- The Last Czarnian - miniserie di 4  (novembre 1990 - febbraio 1991)
- Lobo's Back - miniserie di 4  (maggio 1992 - novembre 1992)
- Infanticide - miniserie di 4  (ottobre 1992 - gennaio 1993)
- Unamerican Gladiators - miniserie di 4  (giugno 1993 - settembre 1993)
- A Contract on Gawd - miniserie di 4  (aprile 1994 - luglio 1994)
- Death and Taxes - miniserie di 4  (ottobre 1996 - gennaio 1997)
- Lobo/The Mask - miniserie di 2  (febbraio 1997 - marzo 1997) (DC Comics / Dark Horse Comics)
- Unbound - miniserie di 6  (agosto 2003 - maggio 2004)
- Batman/Lobo: Deadly Serious - miniserie di 2 (ottobre 2007 - novembre 2007)
- Lobo: Highway to Hell - miniserie di 2 (novembre 2009 - dicembre 2009)

### Speciali
- The Lobo Paramilitary Christmas Special  (gennaio 1992)
- The Blazing Chain of Love  (gennaio 1993)
- Portrait of a Victim  (maggio 1993)
- Convention Special  (settembre 1993)
- Lobocop  (febbraio 1994)
- Lobo in the Chair  (dicembre 1994)
- Lobo/Deadman: The Brave and the Bald  (febbraio 1995)
- Bounty Hunting for Fun and Profit  (aprile 1995)
- Big Babe Spring Break Special  (maggio 1995)
- The Lobo Gallery: Portraits of a Bastich  (settembre 1995)
- I Quit!  (dicembre 1995)
- Lobo/Judge Dredd: Psycho-Bikers vs. the Mutants from Hell  (gennaio 1996)
- Lobo Goes to Hollywood  (agosto 1996)
- Lobo/The Demon: Hellowe'en  (novembre 1996)
- Chained!  (maggio 1997)
- Lobo the Duck  (giugno 1997) (Amalgam Comics, cioè Marvel Comics + DC Comics)
- Superman Adventures Special: Superman vs. Lobo: Misery in Space!  (febbraio 1998)
- Fragtastic Voyage  (febbraio 1998)
- Batman/Lobo  (aprile 2000)
- Hitman/Lobo: That Stupid Bastich!  (settembre 2000)
- DC First: Superman/Lobo  (luglio 2002)
- The Authority/Lobo: Jingle Hell! (febbraio 2004) (DC Comics / WildStorm)
- The Authority/Lobo: Spring Break Massacre! (agosto 2005) (DC Comics / WildStorm)

### Serie regolare
- Lobo 1-64  (gennaio 1994 - luglio 1999)
- Lobo 0  (ottobre 1994)
- Lobo 1,000,000  (novembre 1998)

### Annual
- Annual 1: Bloodlines Outbreak  (1993)
- Annual 2: A Fistful of Bastiches  (1994)
- Annual 3: Year One  (1995)

### Apparizioni su altre testate
- Who's Who in the DC Universe 8 (aprile 1991)
- Who's Who in the DC Universe 11 (luglio 1991)
- Who's Who in the DC Universe Update 1993 2 (gennaio 1993)
- DCU Heroes Secret Files & Origins 1 (febbraio 1999)
- Young Justice: Sins of Youth Secret Files & Origins (maggio 2000)
- Infinite Halloween Special (dicembre 2007)
- Countdown: Arena 1 (febbraio 2008)

### Ristampe
- Lobo's Greatest Hits[1] (1991)
- The Last Czarnian[2] (1992)  (ristampa di The Last Czarnian)
- Lobo's Back's Back[3] (settembre 1993) (ristampa di Lobo's Back)
- Lobo Slipcase Package (ristampa di The Last Czarnian e Lobo's Greatest Hits con l'aggiunta del volume inedito The Wisdom of Lobo, ossia 64 pagine completamente bianche)
- The Authority/Lobo: Holiday Hell[4] (luglio 2006) (DC Comics / WildStorm)  (ristampa di The Lobo Paramilitary Christmas Special, The Authority/Lobo: Jingle Hell! e The Authority/Lobo: Spring Break Massacre!)
- Lobo: Portrait of a Bastich[5] (marzo 2008) (ristampa di The Last Czarnian e Lobo's Back)
- Lobo: Highway to Hell TP[6] (settembre 2010)  (ristampa di Lobo: Highway to Hell)

### Parodie e imitazioni
- Loco vs. Pulverine (luglio 1992) (Eclipse Comics)
- Kenshemo il Guerraiolo contro Bobo (febbraio 1997) (Zero Press)

## Libri
- David Anthony Kraft, Comics Interview Super Special: Lobo Lives!, Comics Interview Publications, 1992 (raccolta di interviste ad artisti come Alan Grant, Keith Giffen, Val Semeiks, Simon Bisley, Roger Slifer e altri)
- Alan Grant, DC Universe: Last Sons, Warner Books, 2006. ISBN 0446616567